# Филипийски археологически музей
Филипийският археологически музей (на гръцки: Αρχαιολογικό Μουσείο Φιλίππων) е музей, разположен край развалините на античния град Филипи (днешното с. Кринидес) до гр. Кавала, Гърция.

## История
Музеят отваря в 1961 година. В музея са изложени от известното праисторическото селище Дикили Таш, както и такива от елинистическия, римски и раннохристиянски град Филипи. Сред най-важните експонати са глава от глинена антропоморфна фигурка от 5000–3000 г. пр. Хр. открита при проучванията на селищната могила Дикили Таш, фрагмет от декрет на Александър III Македонски, фиксиращ границите на филипийската обработваема земя, надгробна стела на Клеомирис (IV век пр.н.е.), мраморен портрет на Левций Цезар, осиновеният син на Октавиан Август, релеф на Тракийския конник от римския период, мраморен капак от Филипийската базилика A и надгробен надпис от раннохристиянския период. В лапидариума на музея се съхраняват две от плочите на Пресияновият надпис, който отразява присъединяването на тези земи към Първото българско царство през 837 година.

### Експонати
- Капител
- Мраморен мъжки портрет от времето на Антонините (140 – 160)
- Сребърна тетрадрахма на Александър III Македонски (336 – 323 г. пр. Хр.)
- Релеф на Тракийския конник
- Пресияновият надпис, първа плоча (сл. 837 г.)
- Пресияновият надпис, шеста плоча (сл. 837 г.)